# Liste der Nummer-eins-Hits in Rumänien (2025)
Dies ist eine Liste der Nummer-eins-Hits in Rumänien im Jahr 2025. Die Top 100 Airplay Weekly Chart wird von BMAT wöchentlich im Auftrag der Uniunea Producătorilor de Fonograme din România (UPFR) zusammengestellt. Sie berücksichtigt die Ausstrahlungen von 24 Radiosendern und 11 Fernsehstationen des Landes.

## Singles
| ← 2024 ← | Liste der Nummer-eins-Hits in Rumänien | Liste der Nummer-eins-Hits in Rumänien | Liste der Nummer-eins-Hits in Rumänien |                           |
| \| Zeitraum \| Wo. ges. \| Interpret \| Titel Autor(en) \| Zusätzliche Informationen \| \| (Zeitraum, Wochen auf Platz eins, Interpret, Titel, Autor[en], zusätzliche Informationen) \| \| \| \| \| \| ----------------------------------------------------------------------------------------- \| -------- \| ---------------------------------- \| ------------------------------------------------------------------------------------------------------------------------------------------------------------------------------------------------------------------------------------------ \| ------------------------- \| \| 31. Dezember 2024 – 13. Januar 2025 2 Wochen (insgesamt 3) \| 3 \| Rosé feat. Bruno Mars \| Apt. Theron Makiel Thomas, Philip Martin Lawrence II, Michael Donald Chapman, Peter Gene Hernandez, Christopher Steven Brown, Rogét Lufti Chahayed, Park Chae-young, Nicholas Barry Chinn, Omer Fedi, Henry Russell Walter, Amy Rose Allen \| – \| \| 14. Januar 2025 – 3. Februar 2025 3 Wochen \| 3 \| Misha Miller & Alex Velea \| Bam bam Alexandru Ionut Velea, Mihaela Marina Arsene, Theea Eliza Ioana Miculescu, Sebastian Gabriel Tudor \| – \| \| 4. Februar 2025 – 7. April 2025 9 Wochen (insgesamt 10) \| 10 \| David Guetta, Alphaville & Ava Max \| Forever Young Hartwig Schierbaum, Bernd Gössling, Frank Sorgatz, Pierre David Guetta, Timofey Reznikov, Michael Ross Pollack, Amanda Renée Ibanez, Jakob Isura Erixson \| – \| \| 8. April 2025 – 28. April 2025 3 Wochen \| 3 \| Irina Rimes \| Să nu uiți cât te-am iubit Alexandru Turcu, Irina Rîmeș \| – \| \| 29. April 2025 – 5. Mai 2025 1 Woche (insgesamt 10) \| 10 \| David Guetta, Alphaville & Ava Max \| Forever Young Hartwig Schierbaum, Bernd Gössling, Frank Sorgatz, Pierre David Guetta, Timofey Reznikov, Michael Ross Pollack, Amanda Renée Ibanez, Jakob Isura Erixson \| – \| \| 6. Mai 2025 – 21. Juli 2025 11 Wochen \| 11 \| Rareș \| Cel mai fericit de pe pământ Florian Rus, Loredana Căvășdan, Paul Iorga, Rareș Mariș \| – \| \| 22. Juli 2025 – 11. August 2025 3 Wochen \| 3 \| The Urs \| Ancora Vlad Octavian Lucan, Gheorghe Scurtu \| – \| |                                        |                                        | |                           |
| ← 2024 |                                        |                                        | |                           |
| Zeitraum | Wo. ges.                               | Interpret                              | Titel Autor(en) | Zusätzliche Informationen |
| (Zeitraum, Wochen auf Platz eins, Interpret, Titel, Autor[en], zusätzliche Informationen) |                                        |                                        | |                           |
| 31. Dezember 2024 – 13. Januar 2025 2 Wochen (insgesamt 3) | 3                                      | Rosé feat. Bruno Mars                  | Apt. Theron Makiel Thomas, Philip Martin Lawrence II, Michael Donald Chapman, Peter Gene Hernandez, Christopher Steven Brown, Rogét Lufti Chahayed, Park Chae-young, Nicholas Barry Chinn, Omer Fedi, Henry Russell Walter, Amy Rose Allen | –                         |
| 14. Januar 2025 – 3. Februar 2025 3 Wochen | 3                                      | Misha Miller & Alex Velea              | Bam bam Alexandru Ionut Velea, Mihaela Marina Arsene, Theea Eliza Ioana Miculescu, Sebastian Gabriel Tudor | –                         |
| 4. Februar 2025 – 7. April 2025 9 Wochen (insgesamt 10) | 10                                     | David Guetta, Alphaville & Ava Max     | Forever Young Hartwig Schierbaum, Bernd Gössling, Frank Sorgatz, Pierre David Guetta, Timofey Reznikov, Michael Ross Pollack, Amanda Renée Ibanez, Jakob Isura Erixson                                                                     | –                         |
| 8. April 2025 – 28. April 2025 3 Wochen | 3                                      | Irina Rimes                            | Să nu uiți cât te-am iubit Alexandru Turcu, Irina Rîmeș | –                         |
| 29. April 2025 – 5. Mai 2025 1 Woche (insgesamt 10) | 10                                     | David Guetta, Alphaville & Ava Max     | Forever Young Hartwig Schierbaum, Bernd Gössling, Frank Sorgatz, Pierre David Guetta, Timofey Reznikov, Michael Ross Pollack, Amanda Renée Ibanez, Jakob Isura Erixson                                                                     | –                         |
| 6. Mai 2025 – 21. Juli 2025 11 Wochen | 11                                     | Rareș                                  | Cel mai fericit de pe pământ Florian Rus, Loredana Căvășdan, Paul Iorga, Rareș Mariș | –                         |
| 22. Juli 2025 – 11. August 2025 3 Wochen | 3                                      | The Urs                                | Ancora Vlad Octavian Lucan, Gheorghe Scurtu | –                         |